# Walter Renzelmann
Walter Renzelmann († 1560 oder früher in Schwei) war ein Oldenburger Priester und Pfarrer der ersten evangelischen Gemeinde in der Grafschaft Oldenburg.

## Leben
Walter Renzelmann trat 1527 in das Licht der Geschichte, als er in der Funktion eines Messpriesters (sacellanus) an St. Lamberti in Oldenburg die erst ein Jahr zuvor von Martin Luther geschaffene Deutsche Messe einführte. Der Oldenburger Chronist Hermann Hamelmann überliefert, dass er begann, deutsche Psalmen und die Lutherlieder Nun bitten wir den Heiligen Geist und Wir glauben all an einen Gott zu singen. Diese Aktion markierte das erste Auftreten der Reformation in der Grafschaft Oldenburg. Die Aktion fiel in die Zeit der Rivalitäten um die Erbfolge des 1526 verstorbenen Grafen Johann V. von Oldenburg. Zwei seiner vier Söhne, Johann und Christoph, erhoben Anspruch auf die Nachfolge, wobei Johann von seinem Bruder Georg und deren Mutter Anna (von Anhalt-Zerbst) unterstützt wurde. Christoph hingegen erhielt Unterstützung von Anton. Die unterschiedlichen Haltungen zur Reformation in den Lagern der Erben könnten eine Bedeutung für die Befeuerung des Konflikts gehabt haben.
Der damalige Dekan des Kanonikerstifts versuchte, den Handlungen des Messpriesters Renzelmann einen Riegel vorzuschieben, indem er sich an die gräfliche Herrschaft wandte. Nach Hamelmann habe er sich „heftig“ über Renzelmann beklagt. Daraufhin wurde Renzelmann von St. Lamberti entfernt und in das neu gegründete Kirchspiel Schwei als Pfarrer entsandt. Dort soll er weiter das „reine Evangelium“ gelehrt haben und 1635 geheiratet haben. Kurz vor der Einsetzung seines Nachfolgers Johannes Hixen im Jahr 1560 starb Renzelmann.

## Rezeptionsgeschichte
Die Versetzung Renzelmanns nach Schwei wurde in der Forschung unterschiedlich aufgefasst.
So bewerteten Gustav Rüthning und Hermann Goens die Situation als Strafversetzung, wobei Goens sogar den Begriff „Verbannung“ verwendet. Heinrich Schmidt betonte, wie gnädig das Urteil sei, in Anbetracht, dass Renzelmann der Ketzerei bezichtigt wurde. Er stellte die Vermutung an, dass die Gräfin ihren jüngsten Sohn Anton nicht kränken wollte, da sich dieser Renzelmann verbunden fühlte. In ihrer Oldenburgischen Kirchengeschichte bewerten Joachim Kuropka, Reinhard Rittner und Heinrich Schmidt die Situation ganz anders. Sie sehen die „gewaltige Rangerhöhung“ von einem Messpriester zu einem Pfarrer und sehen die Schaffung einer Pfarrei durch die Gräfin eigens für Renzelmann als Förderung für ihn. Sie deuten dies als Indiz einer politischen Niederlage von Johann VI. und seiner Mutter, deren Macht offenbar nur dafür ausreichte, Renzelmann von St. Lamberti fernzuhalten.